# 風をあつめて (アルバム)
『風をあつめて』（かぜをあつめて）は、Aqua Timezの1stスタジオ・アルバム。2006年12月6日にEpic Records Japanより発売された。

## 概要
『「七色の落書き」』から8ヶ月ぶり、Aqua Timez初のフル・アルバム。
「ひとつだけ」「決意の朝に」「千の夜をこえて」ミュージック・ビデオ収録DVDと「ブレイブ・ストーリー」カレンダーカード付初回生産限定盤と、CDのみ通常盤の2形態で発売された。
アルバム・タイトルは、「今まで吹いてきたいろいろな風をあつめたアルバムに仕上げた」ところから付いた。
青い三方背ボックスが付属するウィンターバージョンが限定発売された。
累計売上50万枚を超えるセールスを記録した。

## 収録内容
| 全編曲: Aqua Timez。 |                             |                 |                          |       |
| #                    | タイトル                    | 作詞            | 作曲                     | 時間  |
| 1.                   | 「1mm」                     | 太志            | Aqua Timez               | 4:21  |
| 2.                   | 「星の見えない夜」          | 太志 & OKP-STAR | 大介 & 太志              | 5:29  |
| 3.                   | 「No rain,No rainbow」      | 太志            | 太志                     | 4:03  |
| 4.                   | 「決意の朝に」              | 太志            | 太志                     | 5:02  |
| 5.                   | 「ハチミツ〜Daddy,Daddy〜」 | 太志            | 大介 & 太志              | 4:19  |
| 6.                   | 「千の夜をこえて」          | 太志            | 太志                     | 4:51  |
| 7.                   | 「green-bird (Interlude)」  |                 | OKP-STAR & 大介 & TASSHI | 1:49  |
| 8.                   | 「歩み」                    | 太志            | 太志                     | 4:54  |
| 9.                   | 「マスターマインド」        | 太志            | 大介 & 太志              | 3:48  |
| 10.                  | 「ホワイトホール」          | 太志            | 大介 & 太志              | 3:30  |
| 11.                  | 「プレゼント」              | 太志            | 太志                     | 2:52  |
| 12.                  | 「Perfect World」           | 太志            | 太志                     | 4:41  |
| 13.                  | 「いつもいっしょ」          | 太志            | 太志                     | 5:48  |
| 14.                  | 「白い森」                  | 太志            | 太志                     | 6:51  |
| 合計時間:            | 合計時間:                   | 合計時間:       | 合計時間:                | 61:54 |

| #  | タイトル                                   | 作詞 | 作曲・編曲 |
| -- | ------------------------------------------ | ---- | ---------- |
| 1. | 「決意の朝に（ミュージック・ビデオ）」     |      |            |
| 2. | 「千の夜をこえて（ミュージック・ビデオ）」 |      |            |
| 3. | 「ひとつだけ（ミュージック・ビデオ）」     |      |            |

## 楽曲解説
1. No rain,No rainbow
「決意の朝に」で伝えきれなかったことを伝えたという1曲。
「決意の朝に」は、本楽曲に対するアンサーソング。
2. 決意の朝に
メジャー1stシングル。『ブレイブ・ストーリー』主題歌。
3. ハチミツ〜Daddy,Daddy〜
太志の父親との思い出を歌った一曲。
日本テレビ系スペシャルドラマ『新幹線ガール』使用曲。
4. 千の夜をこえて
メジャー2ndシングル曲。
劇場版『劇場版BLEACH MEMORIES OF NOBODY』主題歌。
5. green-bird (Interlude)
インストゥルメンタル曲。次トラックと音が繋がっている。
6. 歩み
メジャー1stシングルc/w曲。
7. プレゼント
日本テレビ系スペシャルドラマ『新幹線ガール』使用曲。
歌とキーボードと鈴のみの作品。
鈴はギターの大介が受け持ちレコーディングした。
8. いつもいっしょ
1st配信限定シングル。
アマチュア時にCDシングルとして発売された楽曲。
9. 白い森
アマチュア時の1stミニ・アルバム『悲しみの果てに灯る光』1曲目に収録。

## 演奏
- 弦一徹
  - Violin (#1)
  - Strings Arrangement (#6,13,14)
- EBIS：Chorus (#3)
- 金原千恵子ストリングス：Strings (#4)
- 山本拓夫：Strings Arrangement (#4)
- 弦一徹ストリングス：Strings (#6,13,14)
- 高桑英世：Flute (#9,14)
- DJ Mass：Cuts & FX (#9,10)